# Columbus (Montana)
Columbus város az USA Montana államában, Stillwater megyében, melynek megyeszékhelye is. Lakosainak száma 1857 fő (2020. április 1.).

## Népesség
A település népességének változása:

| 2010 | 1 893 |
| 2020 | 1 857 |